# Ipotensione ortostatica
L'ipotensione ortostatica, o ipotensione posturale, è una forma di ipotensione in cui la pressione del sangue di un individuo crolla rapidamente nel momento in cui si alza in piedi o compie uno sforzo analogo.

## Clinica
Tra i sintomi derivanti, molti tipici dell'ipotensione e di solito transitori, astenia (forte fatica ingiustificata), a volte cefalea, tachicardia, ipostenia lieve, vertigini, acufeni, offuscamento visivo, svenimenti parziali, confusione mentale, iper-sudorazione, tremore, eccessiva sonnolenza diurna e insonnia. L'ipotensione ortostatica occasionale molto lieve è comune e può verificarsi brevemente in chiunque, sebbene sia prevalente in particolare tra gli anziani e le persone con bassa pressione sanguigna nota, o sbalzi di pressione. Gravi abbassamenti della pressione sanguigna possono causare svenimenti completi (sincope), con possibilità di lesioni, e temporaneo delirio. Cadute moderate della pressione sanguigna possono causare confusione/disattenzione, ed episodi di atassia (disturbi della coordinazione) e disartria (difficoltà ad articolare le parole).

## Tipologie e parametri
Il calo della pressione arteriosa può essere improvviso (ipotensione ortostatica vasovagale), entro 3 minuti (ipotensione ortostatica classica) o graduale (ipotensione ortostatica ritardata). È definita come una caduta della pressione arteriosa sistolica di almeno 20 mmHg o pressione diastolica di almeno 10 mmHg quando una persona assume una posizione eretta. Si verifica principalmente per costrizione ritardata (o assente) dei vasi sanguigni inferiori, che è normalmente richiesta per mantenere una pressione sanguigna adeguata quando si cambia posizione in posizione eretta. Di conseguenza, i pool di sangue nei vasi sanguigni delle gambe per un periodo più lungo e meno viene restituito al cuore, portando così a una ridotta gittata cardiaca e un flusso di sangue inadeguato al cervello.

## Analogie con la POTS
Alcuni soggetti anche giovani manifestano sintomi somiglianti al passaggio in posizione eretta, anche senza manifestare un calo della pressione sanguigna. Spesso aumenta la frequenza cardiaca (tachicardia) in maniera leggermente più alta del normale. Tale caratteristica viene detta sindrome da tachicardia posturale ortostatica (postural orthostatic tachycardia syndrome, POTS). Il motivo per cui il soggetto prova capogiri anche in presenza di valori pressori normali, non è ancora chiarita.

## Cause
La causa apparente è una diminuzione di sangue pompato dal cuore nel momento in cui ci si alza, ma contribuiscono anche il caldo, gli sforzi, un esercizio fisico e un pasto pesante.
Esistono numerose possibili cause primarie di ipotensione ortostatica, come alcuni farmaci (ad es. alfa-bloccanti), neuropatia autonomica, riduzione del volume del sangue, atrofia multi-sistemica e rigidità dei vasi sanguigni correlata all'età.

## Trattamento
Oltre ad affrontare la causa sottostante, l'ipotensione ortostatica può essere trattata con una raccomandazione per aumentare l'assunzione di sale e acqua (per aumentare il volume del sangue), indossare calze a compressione e talvolta farmaci (fludrocortisone, midodrina o altri). L'aumento dell'introito del sale (l'effetto dell'aumento dell'assunzione di sale) deve essere controllato da un medico, poiché ciò può causare gravi problemi neurologici se fatto in modo troppo aggressivo.

## Possibili correlazioni
Secondo alcuni studi l'ipotensione ortostatica, come anche la POTS, può essere una delle cause di alcune forme di sindrome da fatica cronica (detta anche encefalomielite mialgica o malattia da intolleranza sistemica allo sforzo).
L'ipotensione ortostatica cronica è associata a ipoperfusione cerebrale che può accelerare la fisiopatologia della demenza. Non è chiaro se si tratti di un fattore causale nei deterioramenti cognitivi.